# NωA
NωA（エヌ・ダブリュ・エー）は、DDTプロレスリングで結成されたアイドルユニットである。New Wrestling Aidoru（ニュー・レスリング・アイドル）の略で、Wは顔文字で使われる記号「ω」表記、アイドル（IDOL）はカタカナ読みで表記される。なお、アメリカのプロレス団体連合『NWA』や、アメリカのヒップホップグループ『N.W.A.』と関係はない。 

## 歴史
2016年
- 5月29日 DDT後楽園ホール大会にて当時、大石と勝俣で活動していたユニットKAT-TOO＋井上麻生（MAO）という組み合わせで6人タッグマッチへ出場。試合後、高木三四郎よりDDT初の男性アイドルグループ結成を命じられる。大人の事情でKAT-TOOとしての活動ができない事と、悪い意味で伝説となったイベント『ガールズポップフェスティバル in 淡路島』から最悪の事態に備え、11月に行われるDDTフェス2016で自前で音楽を披露できるユニットが必要となったのが理由。なおユニット名の命名も高木、さらに楽曲提供＋プロデュースは、アップアップガールズ（仮）等を担当する音楽プロデューサーのmichitomoに決定した。[1]
- 6月26日 井上麻生、DDT後楽園ホール大会のオープニングにてリングネームを「MAO」へ改名。第1試合の6人タッグマッチ入場にて「ネバギバ☆I LOVE YOU」を初披露。NωAとしての初戦はT2ひ～に敗退し、高木三四郎より「今のままじゃDDTフェスに出られないからな！」と宣言され、さらにCDデビューを目指してTwitterの公式アカウントを作り、フォロワー5万人突破を目標とした強権が発動された。[2]
- 7月17日 DDT後楽園ホール大会にて、DAMNATIONとの6人タッグマッチで敗退。試合後にスーパー・ササダンゴ・マシンからNωAへのプレゼンにより、ササダンゴがNωA敏腕統括マネジャーへ就任した。[3]
- 7月23日 DDT横浜大会にて、ササダンゴからNωAへ4番目の選手（メンバー）として、ディック東郷を招聘することを厳命する。[4]
- 7月31日 DDT神戸大会にて、大石と東郷のシングルマッチを行い勝利。青担当メンバー「とごたん」としてNωAへ加入。なお大会終了後、東郷本人の強い希望により即日脱退となった。[5]
- 8月11日 闘うビアガーデン2016新宿FACE大会にて、NωAによる客観的かつ科学的にグループリーダーを決める3wayマッチを行い、勝俣が大石へファイアーバードを投下して勝利。勝俣がNωAのリーダーとなる。[6]
- 8月31日 ササダンゴが自身のツイッター炎上の責任を取り、NωA敏腕統括マネジャーを辞任する。[7]
- 9月29日 新宿バルト9にてDDTドラマティック総選挙2016の結果が発表され、メンバー全員が10月23日のDDT後楽園大会への出場が決定。[8]
- 9月30日 DNA21北沢大会にて大石とMAOのNωAサブリーダー決定戦を行い、MAOがコルバタ式ツームストーン・パイルドライバー（チリ・ドライバー）で大逆転勝利しNωAのサブリーダーとなる。勝俣、試合にて右ヒジを負傷し右橈骨頭骨折によりDDTフェス2016まで欠場となった（ライブ活動のみ出演）。[9]
- 10月23日 DDT後楽園大会にて、DDTフェス2016にアイドルとしても出演が決定。[10]
- 11月6日 DDTフェス2016のアイドルライブのトリとして出演。新曲披露のタイミングでアップアップガールズ（仮）と対戦組（高山善廣＆平田一喜＆岩崎孝樹）の邪魔が入り、勝者組が宣伝できる条件で試合を行うが敗退。新曲披露は順延となった。[11]
- 11月23日 DDT後楽園ホール大会にて、新曲「Going my ωay!!!!!～キミはひとりじゃない～」を披露する。[12]
- 12月5日 MAO、DDT大阪大会終了後から顎のプレート除去手術のため欠場。[13]
- 12月23日 MAO、DDT仙台大会にて復帰。ディック東郷とのシングルマッチの結果、再び青担当メンバー「とごたん」としてNωAへ加入したが、東郷本人の強い希望により即脱退となった。[14]

2017年
- 1月7日 DDT春日部大会にてKO-D6人タッグ王座へ初挑戦し、王者組の酒呑童子に敗退。[15]
- 3月20日 さいたまスーパーアリーナでのDDT旗揚げ20周年記念大会にて、KO-D6人タッグ王座の3wayマッチに挑戦者組として出場。MAOがヤス・ウラノへキャノンボール450°を決めスマイルスカッシュに勝利。初の6人タッグ戴冠となった。（もう一組は王者組だったDNAの樋口和貞＆岩崎孝樹＆渡瀬瑞基）[16]
- 3月26日 DDT横浜大会にてKO-D6人タッグ王座の防衛戦を行い、大石がジョーイ・ライアンへ直伝トルネードクラッチで丸め込み、NWA組（New Wrestling America／ジョーイ・ライアン＆マイク・ベイリー＆入江茂弘）から初防衛。[17]
- 4月29日 DDT後楽園大会にて新曲「ωe are the HERO!!」を披露。またKO-D6人タッグ王座の防衛戦を行い、大石が平田を丸め込みT2ひ～から2度目の防衛。さらに平田が持つ“いつでもどこでも挑戦権”は大石に移動した。[18]
- 5月4日 DDT豊中大会にて高木三四郎＆ゆにとのタッグマッチで敗退。大石が持つ“いつでもどこでも挑戦権”は高木へ移動した。[19]
- 5月28日 DDT後楽園ホール大会にてKO-D6人タッグ王座の防衛戦を行い、I・G・F組（International Guy Factory／男色ディーノ＆石井慧介＆ロイズ・アイザックス）から2度目の防衛。ロイズ・アイザックスが持つ“いつでもどこでも挑戦権”は大石へ移動した。
- 6月19日 DDT松山大会の第2試合の3wayマッチにて大石が負け、“いつでもどこでも挑戦権”はマッド・ポーリーへ移動した。
- 6月25日 DDT後楽園ホール大会にてKO-D6人タッグ王座の防衛戦を行い、酒呑童子に敗退。事前の記者会見で勝利と掛けていた6月29日に開催の酒呑童子FCイベントでの前説が決定した。（後日、約束どおり前説を務めた。）
- 7月13日 勝俣＆MAO組、プロレスリング・ノアの第11回グローバル・ジュニア・ヘビー級タッグリーグ戦に出場。27日まで、「Summer Navig.2017」ツアーに参加。なおリーグ公式戦は3勝4敗で予選敗退となったが、怪我もなく無事に全日程を終えた。
- 9月2日 DDT春日部大会にてKO-D6人タッグ王座へ挑戦し、王者組の酒呑童子に二度目の敗退。今回の対戦結果により、今後の歌唱は口パク（かぶせ）禁止となったが現在も口パク（かぶせ）で歌唱中。
- 9月27日 新宿バルト9にてDDTドラマティック総選挙2017の結果が発表され、メンバー全員が選抜入り。10月22日のDDT後楽園大会への出場が決定。
- 10月1日 勝俣＆MAO組、プロレスリング・ノアの横浜文化体育館大会にてGHCジュニアヘビー級タッグ王座へ挑戦し、王者組のYO-HEY＆HAYATA組に敗退。入場時の歌や場外での台車攻撃など、DDTのレスラーらしい動きでインパクトを残した。
- 11月11日 DDT所沢大会にて、石井慧介の父ヒロシさんをピンク担当メンバーとしてNωAへ加入。なお大会終了後、ヒロシさん本人の強い希望により即日脱退となった。
- 12月12日 DDT事務所での記者会見にて、翌月1月の後楽園大会をもってNωA解散を発表。

2024年
- 9月4日 10月3日に退団する大石の為一夜限りの再結成ライブを開催。エンディングに大石から勝俣へ新メンバーとして須見和馬、夢虹を加えた3人で新生NωAを結成させる事を命じた。

## メンバー
| 名前     | よみ              | 生年月日（年齢）      | 出身地       | メンバーカラー |
| -------- | ----------------- | --------------------- | ------------ | -------------- |
| 大石真翔 | おおいし まこと   | 1979年2月16日（46歳） | 静岡県富士市 | 水色           |
| 勝俣瞬馬 | かつまた しゅんま | 1992年12月9日（32歳） | 千葉県柏市   | 赤             |
| MAO      | まお              | 1997年1月28日（28歳） | 宮城県大崎市 | 紫             |

## 元メンバー・マネージャー
ディック東郷（青担当／とごたん）
- 2016年7月30日と12月23日に加入し、即日脱退。

石井慧介の父・ヒロシさん（ピンク担当）
- 2017年11月11日に加入し、即日脱退。

スーパー・ササダンゴ・マシン（NωA敏腕統括マネジャー）
- 2016年7月17日に就任し、8月31日付で辞任。

## ディスコグラフィ
「ネバギバ☆I LOVE YOU」
作詞：勝俣瞬馬
作曲：michitomo
編曲：KOJI oba
振付：YOSHIKO
※CDシングルは会場と公式通販サイトで限定販売され完売。CDプレスや封入はメンバーの内職で制作。
「Going my ωay!!!!!～キミはひとりじゃない～」
作詞：勝俣瞬馬
作曲：MAO
編曲：michitomo
振付：大石真翔
※CDシングルは会場と公式通販サイトで限定販売中。CDプレスや封入はメンバーの内職で制作し、さらに作詞・作曲・振付まで各メンバーが担当した。
「ωe are the HERO!!」
作詞：NOBE
作曲：michitomo
編曲：KOJI Oba
振付：エリザベス・マリー
※CDシングルは会場と公式通販サイトで限定販売中。CDプレスや封入はメンバーの内職で制作。

## テレビ出演
- 2017年4月30日、5月7日 B2takes!TV「チカメンですけど何か？」（TOKYOMX2）

## 主なライブ・イベント
2016年
- 6月28日 グレースバリ秋葉原店（DNAファンクラブイベントin秋葉原）
- 9月15日～16日 千葉・幕張メッセ（東京ゲームショウ2016／4Gamerブース）
- 10月28日 駒沢オリンピック公園（東京ラーメンショー2016）
- 10月30日 新宿ステーションスクエア（伊豆シャボテン動物公園PRイベント）
- 11月5日 神田・小川公園（神田カレーグランプリ2016）
- 11月6日 新木場スタジオコースト（DDTフェス2016）

2017年
- 1月26日 渋谷エル・ラブズ・アール（FCイベント「諦めずに僕の道を行く楽しいひと時を君と☆」）
- 2月5日 埼玉・北浦和Ayers（ゲスト出演）
- 3月10日 千葉・DOMe柏（ゲスト出演）
- 3月20日 さいたまスーパーアリーナ（DDT旗揚げ20周年記念大会）
- 6月29日 東京・赤羽エナブ（酒呑童子FCイベントの前説）
- 7月1日 東京・アリオ北砂（NωA結成1周年スペシャルライブ／アリオ北砂プロレス祭り）
- 9月20日 東京・宮地鉄工所（NωAスペシャルライブ in 宮地鉄工所／工場プロレス）
- 10月21日 東京・秋葉原ZEST（Fringe Idol Festival／ゲスト出演）

## ユニット結成後の獲得タイトル
KO-D6人タッグ王座
第29代王者：NωA（大石真翔＆勝俣瞬馬＆MAO）
DDTドラマティック総選挙2016
個人部門 11位（266票）：勝俣瞬馬
個人部門 17位（225票）：大石真翔
個人部門 21位（183票）：MAO
ユニット部門 4位（1,038票）：NωA
DDTドラマティック総選挙2017
個人部門 10位（176票）：大石真翔
個人部門 12位（173票）：勝俣瞬馬
個人部門 14位（158票）：MAO
ユニット部門 5位（656票）：NωA